# Yaoundé
Yaoundé, tudi Yaunde, je glavno mesto Kameruna in s približno 1,9 milijona prebivalcev (po popisu leta 2010) drugo največje mesto v tej srednjeafriški državi, za pristaniško Doualo. Leži sredi deževnega gozda približno 200 kilometrov od obale Gvinejskega zaliva in je administrativno središče države, gospodarsko pa je pomembnejša Douala. V samem Yaoundéju je prisotne nekaj lahke industrije (predvsem predelovalne), poleg tega pa je prometno središče in center trgovanja s pridelki iz rodovitnih kmetijskih območij v okolici. Je tudi sedež nacionalno pomembnih izobraževalnih in kulturnih ustanov - Univerze v Yaoundéju, višjih šol, narodne knjižnice idr.

## Zgodovina
Naselje je leta 1888 ustanovila nemška odprava pod vodstvom raziskovalca in botanika Georga Zenkerja kot raziskovalno postojanko ter ga poimenovala po lokalnem ljudstvu Ewondo. Kmalu se je razvilo v trgovsko središče in vojaško postojanko ter leta 1909 postalo prestolnica nemškega protektorata. Vseeno je Yaoundé ostal majhno mestece z nekaj tisoč prebivalci, večinoma vojaki. Kljub rodovitnim kmetijskim območjem v okolici so imeli kolonisti težave s preskrbo in so se posluževali zasegov hrane od domačinov, kar je vodilo v več spopadov. Med prvo svetovno vojno so mesto zasedle belgijske, francoske in britanske sile. Francozi so zaradi ugodnega podnebja in strateške lege Yaoundé izbrali za svoj sedež.
Po porazu Nemčije v prvi svetovni vojni je Liga narodov protektorat Kamerun razdelila na vzhodni britanski in zahodni francoski del, Yaoundé je postal prestolnica slednjega. Območje je bilo znano po pridelavi kave, sezama, kakava in drugih, sam Yaoundé pa je ostal majhno naselje z nekaj tisoč prebivalci, tudi po izgradnji železniške povezave z Doualo na obali. Po drugi svetovni vojni so se pričele težnje po emancipaciji; črnski domačini so dobili več pravic, kar je izboljšalo mobilnost in priložnosti v mestu. Do 1953 se je število prebivalstva potrojilo na skoraj 37.000. Leta 1960 se je francoski del Kameruna osamosvojil pod vodstvom Ahmadouja Ahidje, ki je naslednje leto pripojil še britanski del kolonije in določil Yaoundé za glavno mesto skupne države. V tem času so priseljenci, ki sta jih s podeželja pregnala oborožen upor proti kolonialnim gospodarjem in medetnično nasilje, povzročili drugi večji prirast prebivalstva.
V začetku 1960. let je bila ustanovljena univerza, hkrati pa je hitro rastoča administracija ponujala dobre možnosti zaposlitve za visoko izobražene domačine. Večina ljudi je delala v administraciji, industrijski sektor pa je ostal majhen. Kot administrativno središče je postal Yaoundé izrazito etnično mešan, ob prevladi ljudstev Beti in Bamiléké. Leta 1980 pa se je pričela gospodarska kriza, ki je močno omejila javni sektor. Vse od takrat si izobraženci prizadevajo za demokratizacijo proti vladajočim elitam, a je razkorak med bogatimi in revnimi v mestu še vedno zelo očiten. Administracija in izobraževanje predstavljata najpomembnejši gospodarski panogi še danes.